# 地方議會
地方議會是指地方政府層級的議會，通常做為一個行政區劃的立法機關。相對概念為國會，即國家層級的議會。
地方議會不直接隸屬於中央政府，也不由地方行政機關管轄，地位與地方行政機關平行。在單一制下，地方議會一般擁有地方立法權及審核權，但這視乎中央政府賦予地方有多大權力。在聯邦制之下，地方議會或州議會在州憲法下擁有一定的地方自治權，可獨自推行政策，不受聯邦政府約束。

## 組織
地方議會由議員組成，設正副議長。正副議長由議員互選之。議長為地方議會之首長。地方議會是為將行政與立法分開所設。
地方議會的治理權力因不同國家的地區自治程度而異，比如香港的地方議會區議會僅屬諮詢性質，並無任何地方自治及立法權力；相反臺灣的縣市議會的實際立法權則較大。